# جوني بيتي
جوني بيتي (بالإنجليزية: Johnnie Beattie)‏ هو لاعب اتحاد الرغبي بريطاني، ولد في 21 نوفمبر 1985 في غلاسكو في المملكة المتحدة.

## وصلات خارجية
- جوني بيتي عل موقع إسبنسكروم (الإنجليزية)
- جوني بيتي على موقع ItsRugby.co.uk (الإنجليزية)